# Матьё, Николя
Николя́ Матьё (фр. Nicolas Mathieu; род. 2 июня 1978, Эпиналь) — французский писатель, лауреат Гонкуровской премии (2018) за роман «Дети после них».

## Биография
Николя Матьё родился 2 июня 1978 года в г. Эпиналь, Франция. Отец — электромеханик, мать — бухгалтер. После окончания частной католической школы поступил в университет города Меца, где получил социологическое образование. Магистерская диссертация Матьё была посвящена истории киноискусства.
После окончания университета Матьё работал журналистом информационного сайта «Web Air Lorraine».
Первый роман Николя Матье написал, когда ему было 22 года, но не опубликовал его. Первым опубликованным произведением Матьё считается «Война животных» (Aux animaux la guerre) (2014). За эту книгу он был награждён французской литературной премией Эркмана-Шатриана. Режиссёр Ален Тасма снял по этому роману шестисерийный сериал.
В 2018 году издательство «Actes Sud» опубликовало второй его роман «Дети после них» («Leurs enfants après eux»), за который Николя Матьё был удостоен престижной Гонкуровской премии.
Николя Матьё является также лауреатом премии Жана-Марка Робера и премии СМИ «Золотой лист» (Gold Leaf).

## Произведения
- 2014 — «Война животных»
- 2018 — «Дети после них»